# 戸倉山 (伊那市・駒ヶ根市)
戸倉山（とくらやま、とぐらやま、とぐらさん）は、長野県伊那市と駒ヶ根市 にまたがる伊那山地の標高1,681 mの山。別名が伊那富士、袴腰（はかまごし）。昔の信仰では十蔵山（とくらさん）と呼ばれていた。

## 概要
伊那山地の北部の赤石山脈の西側に位置し、周囲を凌駕して独立峰の様相をなす。駒ヶ根市方面からの山容は富士山らしくはないが、北側の特に上伊那郡箕輪町からの山容が富士山のようであることから「伊那富士」と呼ばれ郷土富士とされている。山頂は東西に200 m程離れた、西峰と東峰の双耳峰の小ピークからなり、東峰（本峰）には一等三角点（点名「戸倉山」、標高1,680.97 m） が設置されている。西峰の頂上には日本一高所にあるとされる庚申塔が設置されている。西峰と東峰との間には避難小屋と行者屋敷跡があり、カラマツ、ブナ、ダケカンバなどが見られる。西峰から南西に延びる尾根上にはカラマツが植林されていて、ミツバツツジなどが見られる。南西中腹には「差鴨居のミズナラ」の巨木がある。山上では、ヤマツツジ、チゴユリ、ナルコユリ、マイヅルソウ、ギンリョウソウなども見られる。南西尾根の上部には湧水があり「金明水」と呼ばれて、その広場には東屋が設置されている。清水栄一による『信州百名山』の一つに選定されている。また長野県山岳協会より、南信地方の駒ヶ根市を代表する山として『信州ふるさと120山』がの一つに選定されている。
古くは信仰の山で、山頂には「不動明王碑」、「摩利支天碑」、豪雪に倒れた行者と狼の伝説に由来する「霊犬碑」 などが祀られている。田畑の肥料用や家畜の飼料用の草木採集の場所として利用されていた。南西尾根の中腹には、村人が山に芝刈りに行った時に馬をつなぎ止めた大木のアカマツがあり、「馬止の松」と呼ばれていて、その上部にある巨木のアカマツは「猿の松」と呼ばれていて、さらに上部には大岩があり「天狗伝説の岩」と呼ばれている。1986年（昭和61年）8月2日にテレビアニメまんが日本昔ばなしで、東山麓の旧上伊那郡長谷村の昔話として『戸倉山の大鷲』が放送された。

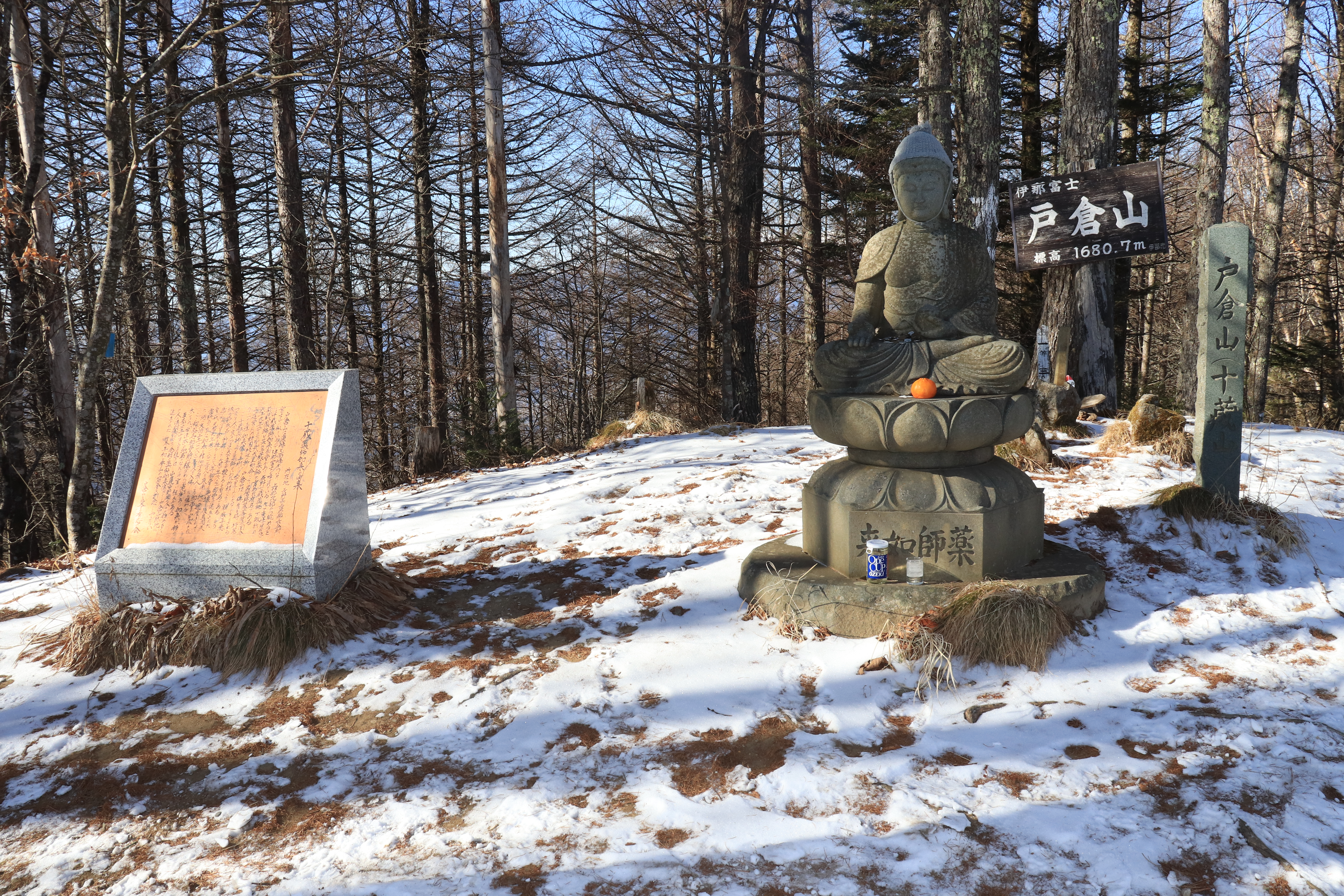
本峰の東峰頂上に祀られている薬師如来の石像
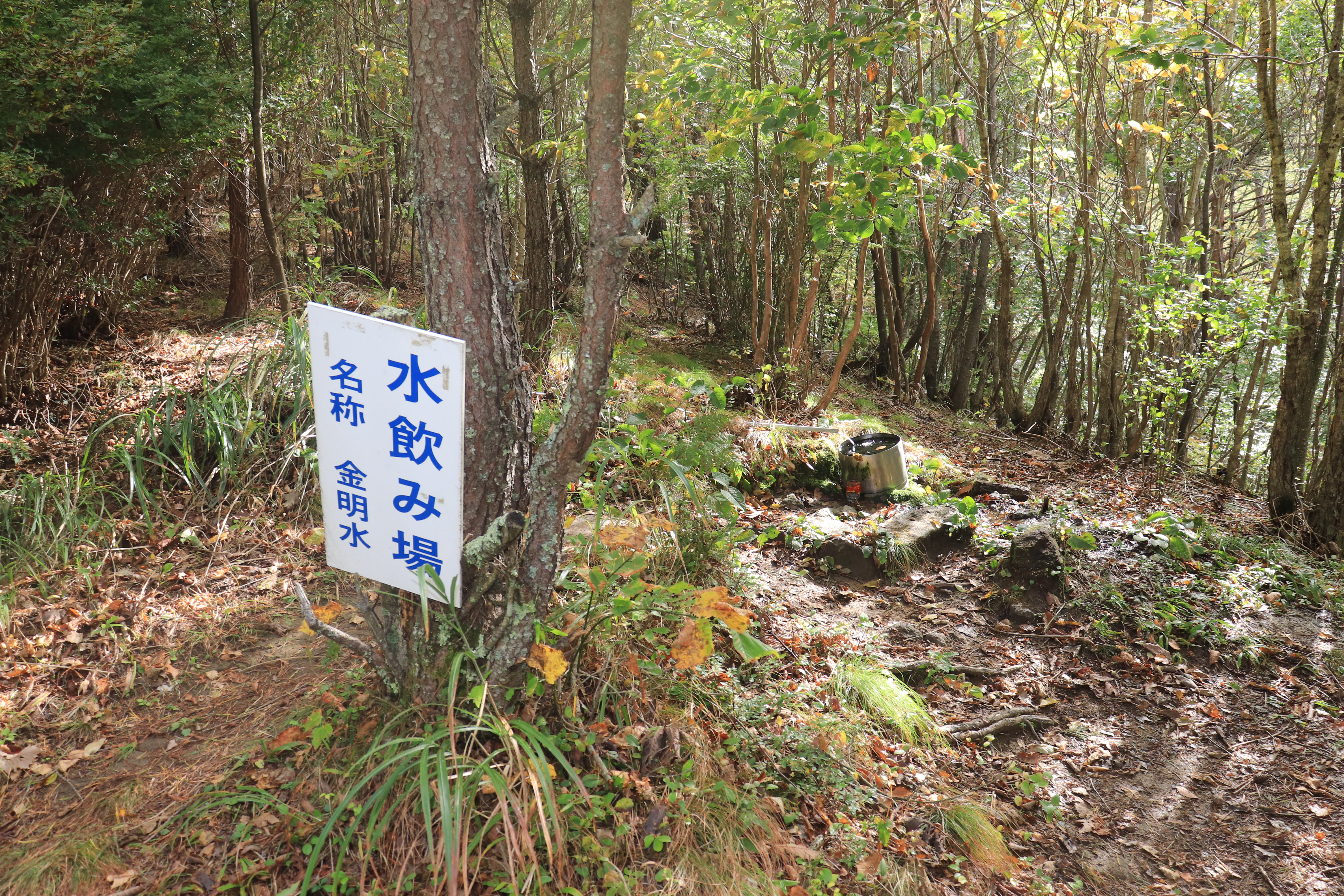
南西尾根上部にある湧水の金明水
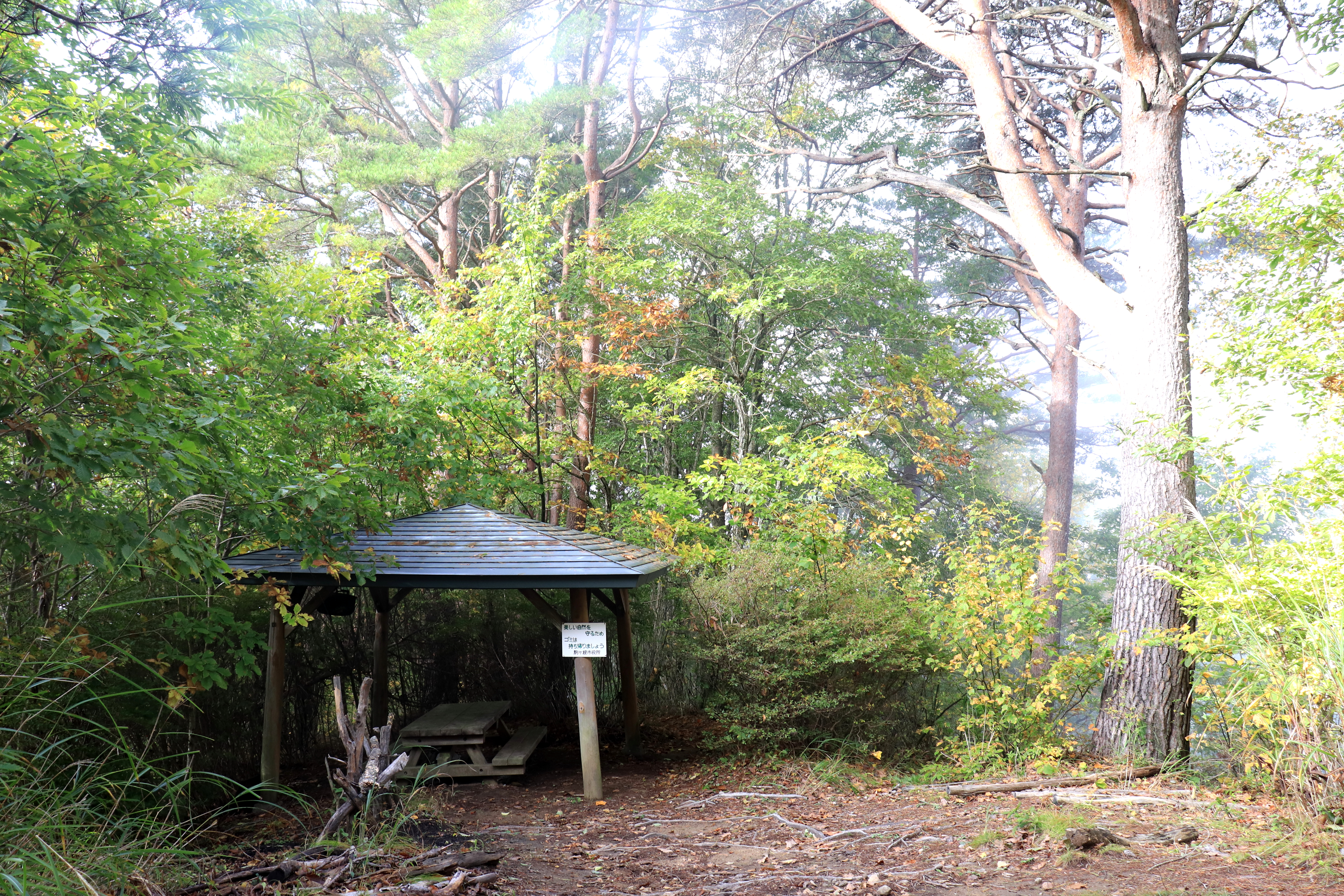
金明水の広場にある東屋
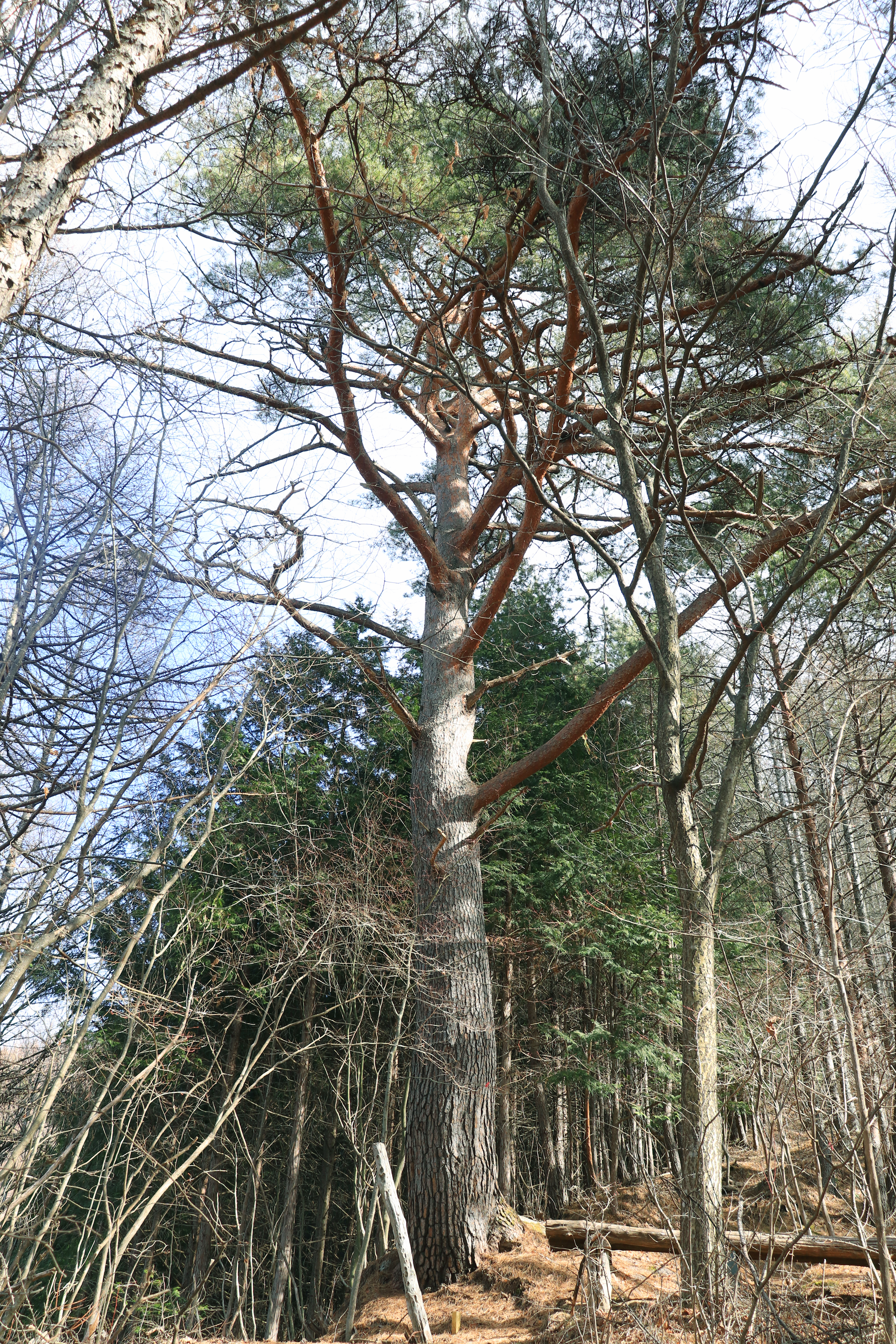
村人が山に芝刈りに行った時に馬をつなぎ止めた大木の「馬止の松」

## 中山　上の森
1970年（昭和45年）4月24日に、駒ヶ根市中沢8076-イにある『中山　上の森』が、駒ヶ根市による天然記念物の指定を受けた。戸倉山の南西下部がある に滝沢家所有の祝殿があり、「上の森（かみのもり）」と呼ばれる社叢がある。社叢内にはコナラの巨木（幹周5.9 m、2011年7月時点）があり、幹周1 mが以上と思われるフジが幹に巻きついている。その周囲には幹周3 mを超すアカマツや、モミ、サワラ、ケヤキ、カエデなどが混生している。

## 地理
山域の東側には中央構造線の谷を挟んで、赤石山脈が対峙し、西側に伊那谷を挟んで木曽山脈が対峙している。南側に延びる尾根は、中沢峠と分杭峠を経て、赤石山脈の二児山を経てその主稜線に合流し、赤石山脈北部の山として取り扱われることもある。南側の伊那山地の大西山とは小渋川により分断されている。

### 周辺の主な山
伊那山地の南部の飯田市には、同名の戸倉山（標高1,168 m）がある。

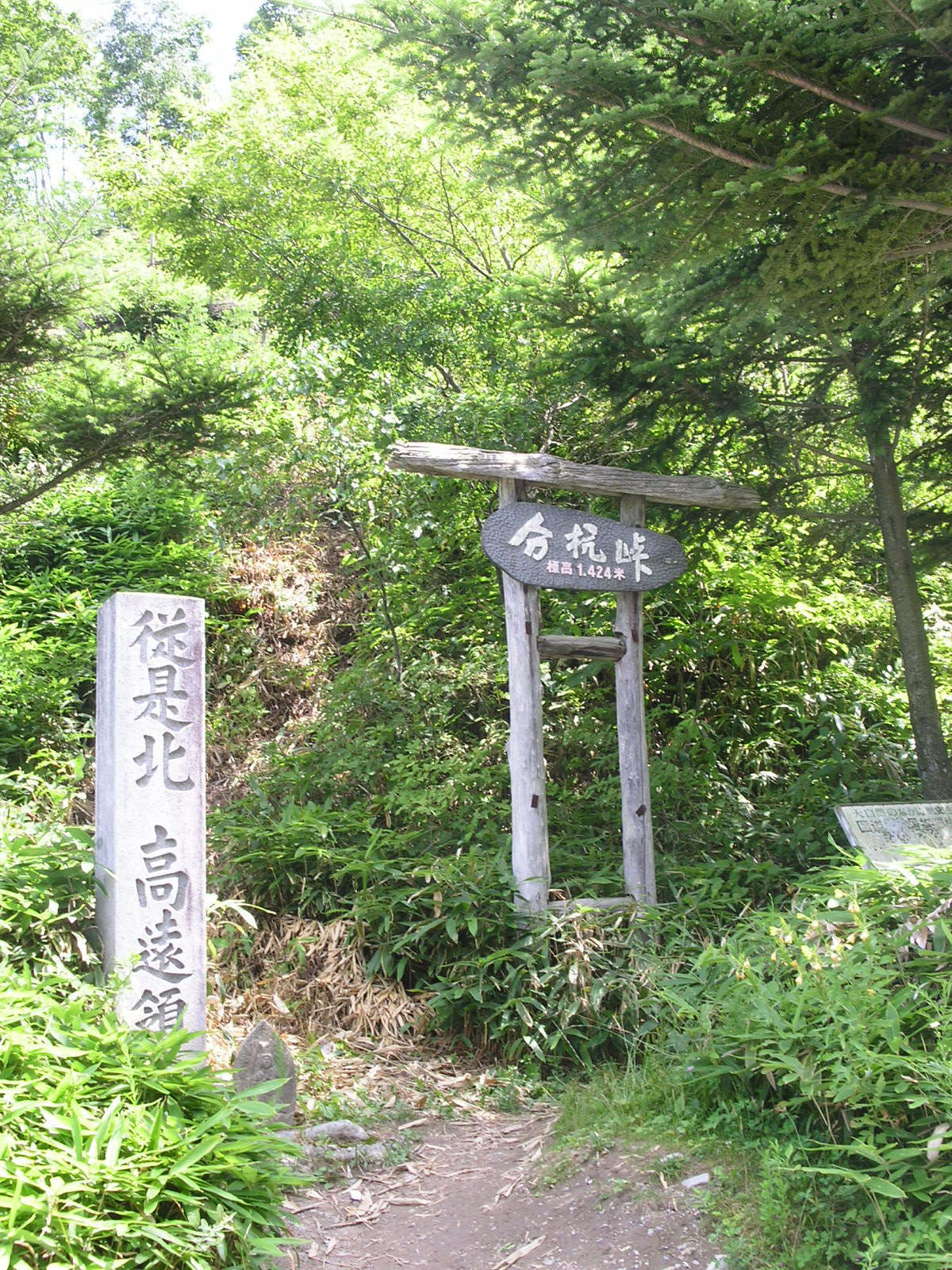
分杭峠

周辺の主要な山を以下に示す。
| 山容 | 山名       | 標高(m)   | 三角点等級 基準点名 | 戸倉山からの 方角と距離(km) | 備考                                             |
| --- | ---------- | --------- | ------------------- | --------------------------- | ------------------------------------------------ |
| 戸倉山西峰頂上から望む雲海に浮かぶ木曽駒ヶ岳（左から宝剣岳、伊那前岳、その右奥に山頂部）（2018年10月8日撮影）                               | 木曽駒ヶ岳 | 2,956.914 | 一等 「信駒ヶ岳」   | 西 22.9                     | 木曽山脈の最高峰 日本百名山 信州百名山           |
| | 高鳥谷山   | 1,331.34  | 三等 「火山」       | 北西 5.3                    |                                                  |
| 木曽山脈の烏帽子岳から望む伊那山地の戸倉山と伊那谷、右奥に赤石山脈の鋸岳（2018年10月2日撮影）                                               | 戸倉山     | 1,680.97  | 一等 「戸倉山」     | 0                           | 信州百名山 信州ふるさと120山 郷土富士            |
| 木曽山脈の烏帽子岳の前衛の小八郎岳から望む伊那山地の陣馬形山と遠景の赤石山脈、左から、鋸岳、甲斐駒ヶ岳、仙丈ヶ岳、北岳（2018年10月2日撮影） | 陣馬形山   | 1,445.35  | 二等 「四徳」       | 南西 10.0                   | 信州ふるさと120山                                |
| 戸倉山から望む赤石山脈の仙丈ヶ岳（2019年1月19日撮影）                                                                                       | 仙丈ヶ岳   | 3,032.88  | 二等 「前岳」       | 東南東 12.2                 | 赤石山脈 日本百名山 信州百名山 信州ふるさと120山 |
| 恵那山から望む伊那山地の鬼面山（中央部）、奥に赤石山脈の小河内岳と荒川三山（2016年12月3日撮影）                                             | 鬼面山     | 1,889.79  | 一等 「鬼面山」     | 南南西 28.6                 | 伊那山地の最高峰 信州百名山 信州ふるさと120山    |

### 周辺の峠
周辺の主な峠を以下に示す。
- 新山峠 - 山頂の北北西3.1 kmの高鳥谷山との鞍部、標高約1,298 m。長野県道210号西伊那線の未開通区間の経路上にある。
- 女沢峠 - 山頂の北北西2.1 kmの三界山へと北側に延びる尾根上の鞍部、標高約1,290 m。女沢林道が通る。
- 中沢峠 - 山頂の南南東4.1 kmの南側に延びる尾根上の鞍部、標高1,317 m。国道152号が通る。
- 分杭峠 - 山頂の南南東5.2 kmの南側に延びる尾根上の鞍部、標高1,424 m。国道152号が通り、長野県道49号駒ヶ根長谷線の終点。

### 源流の河川
天竜川水系の以下の支流の源流となる山で太平洋側の遠州灘へ流れる。南西中腹の新宮川の支流には、日影滝と日向滝がある。
- 女沢、熊堂沢 - 三峰川の支流
- 新宮川

## 登山

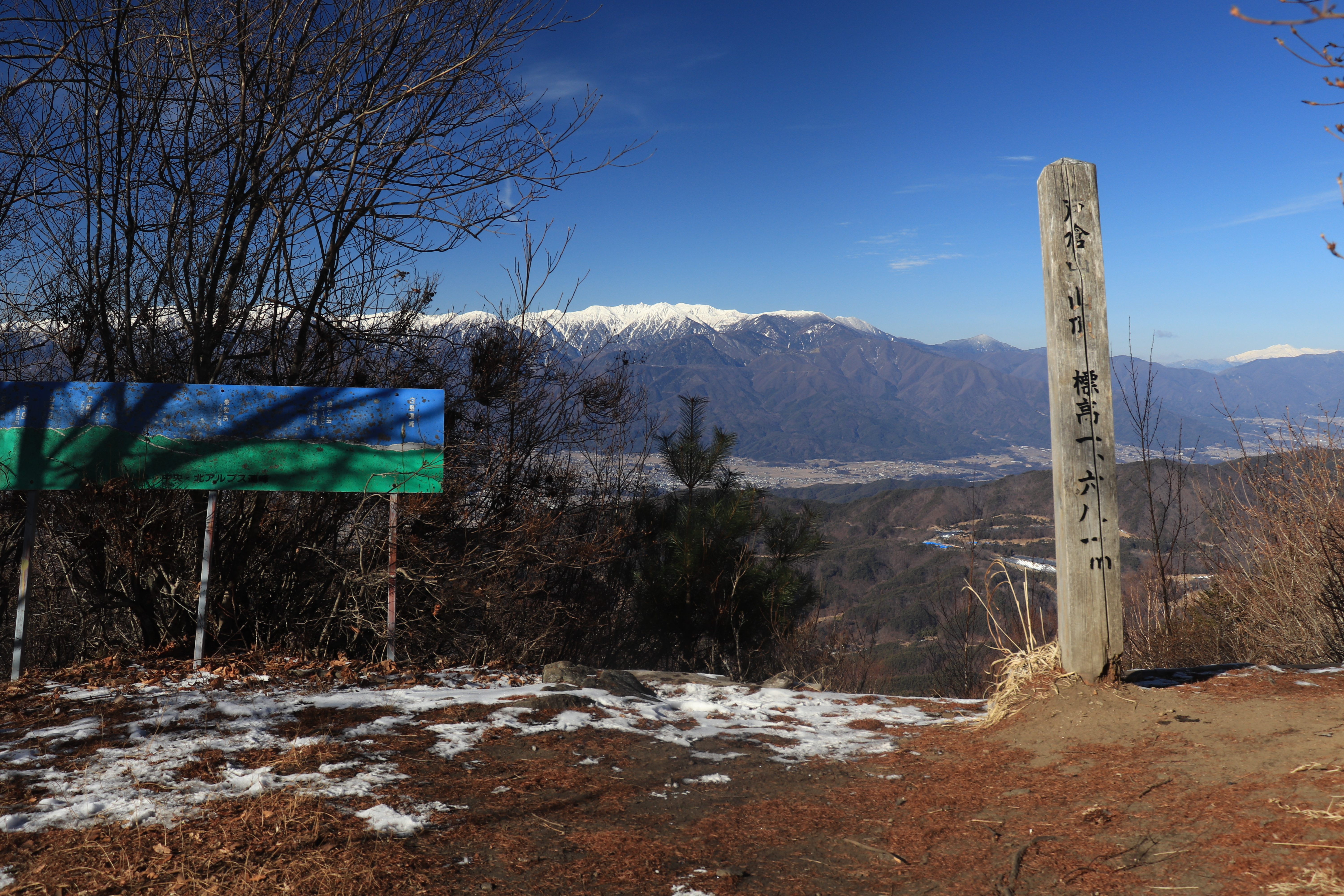
西峰の頂上

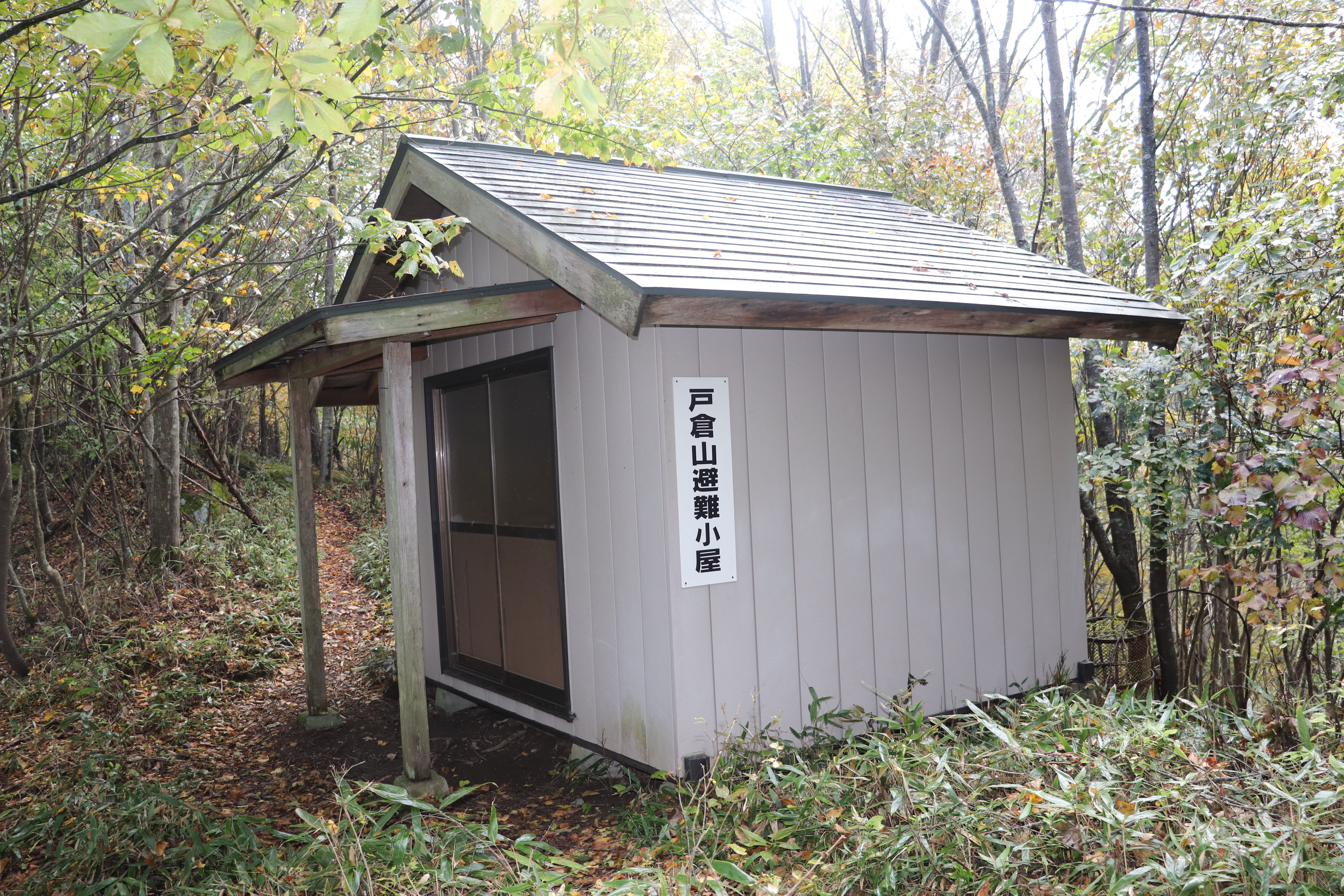
戸倉山の山頂部（西峰と東峰との鞍部）にある戸倉山避難小屋

日帰り登山の対象となる山で、陣馬形山と同様に登りやすい、展望が優れた山とされている。山頂部の西峰と東峰との鞍部には、戸倉山避難小屋が設置されている。

### 登山ルート
各方面から以下の登山道が開設されている。女沢峠ルートは竜東遊歩道と呼ばれていて、急斜面が多く、鎖が設置されている場所がある。
- 戸倉山キャンプ場からのルート：戸倉山キャンプ場 - 馬止めの松（駒止めの松[18]） - 上の森ルート合流点 - 猿の松 - 天狗伝説の岩 - 東屋・金明水 - 西峰 - 戸倉山避難小屋 - 戸倉山（東峰）[6]
- 上の森ルート：上の森ルート入口 - 中山上の森（駒ヶ根市の天然記念物） - 御湯立場跡 - 戸倉山キャンプ場からのルート合流点 - 猿の松 - 天狗伝説の岩 - 東屋・金明水 - 西峰 - 戸倉山避難小屋 - 戸倉山（東峰）[6]
- 沢ルート：林道終点 - 滝入口 - 戸倉山キャンプ場からのルート合流点 - 猿の松 - 天狗伝説の岩 - 東屋・金明水 - 西峰 - 戸倉山避難小屋 - 戸倉山（東峰）[18]
- 女沢峠ルート：女沢峠 - 台形状のピーク - 風神の風穴の岩場 - 西峰 - 戸倉山避難小屋 - 戸倉山（東峰）[18]
- 市野瀬ルート：広域林道の登山口 - 標高1,422 mピーク - 展望台・ベンチ - 戸倉山（東峰）[19]

## 周辺の主な施設

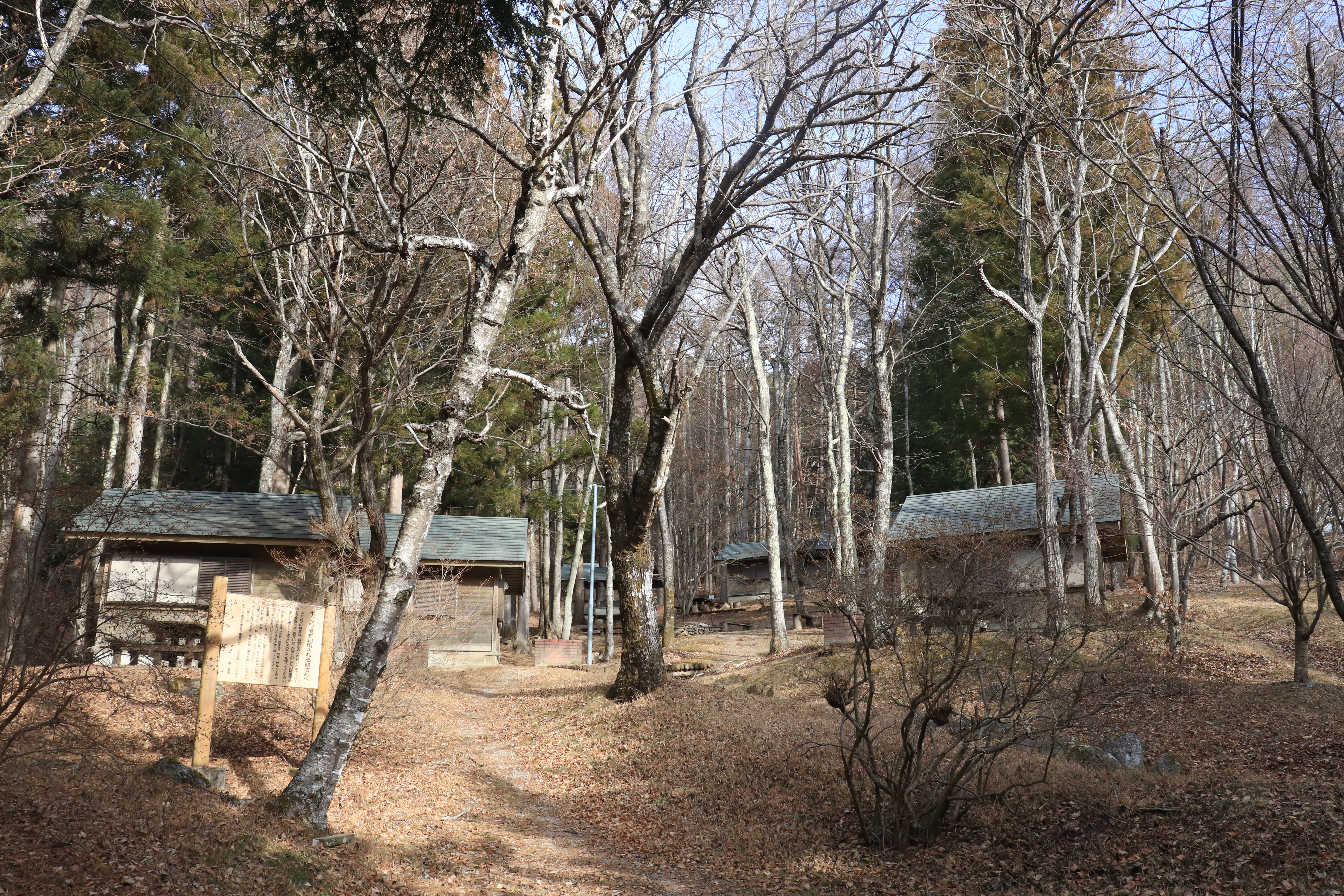
南西下部にある戸倉山キャンプ場

- 戸倉山避難小屋
- 戸倉山キャンプ場
- 大曽倉公民館
- 駒ヶ根カントリークラブ（営業停止）

## 交通・アクセス
東山麓に国道152号、西山麓に長野県道210号西伊那線が通り沿線には居住地となる集落と農地がある。南山麓に長野県道49号駒ヶ根長谷線が通る。北側の山域に女沢林道が通る。南東山腹には林道長谷・高遠線が敷設されている。東海旅客鉄道（JR東海）飯田線駒ケ根駅の東10.4 kmに位置する。中央自動車道駒ヶ根インターチェンジの西北西 12.7kmに位置する。

## 戸倉山からの眺望
山頂からは間近に赤石山脈の仙丈ヶ岳などを望むことができ、鋸岳から兎岳までの山並を見渡すことができる。天竜川を隔てて木曽山脈、前衛の山越しに北東に飛騨山脈を望むことができる。 ウィキメディア・コモンズには、戸倉山から眺望に関するカテゴリがあります。

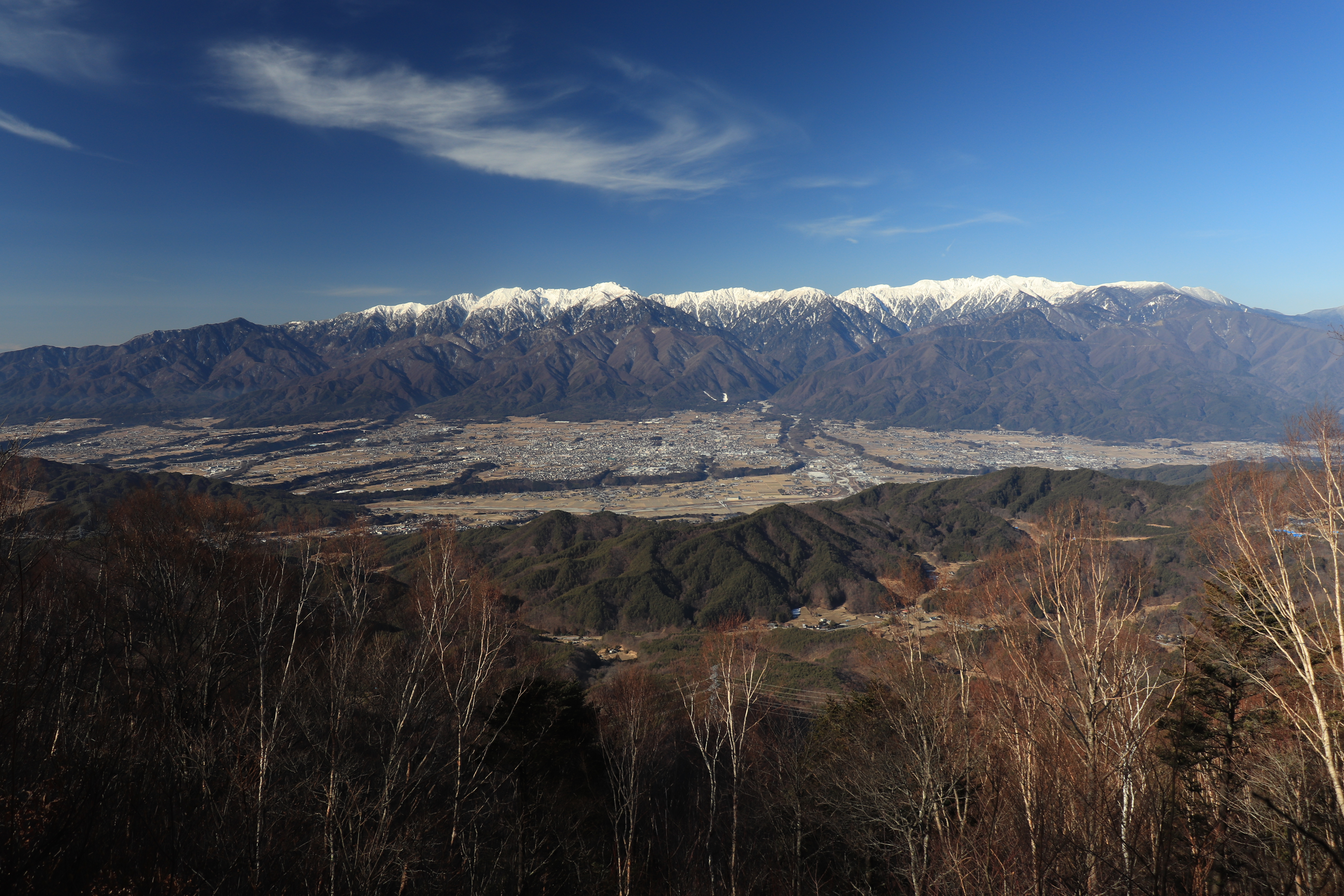
西側の眺望、伊那谷と木曽山脈 （2019年1月）
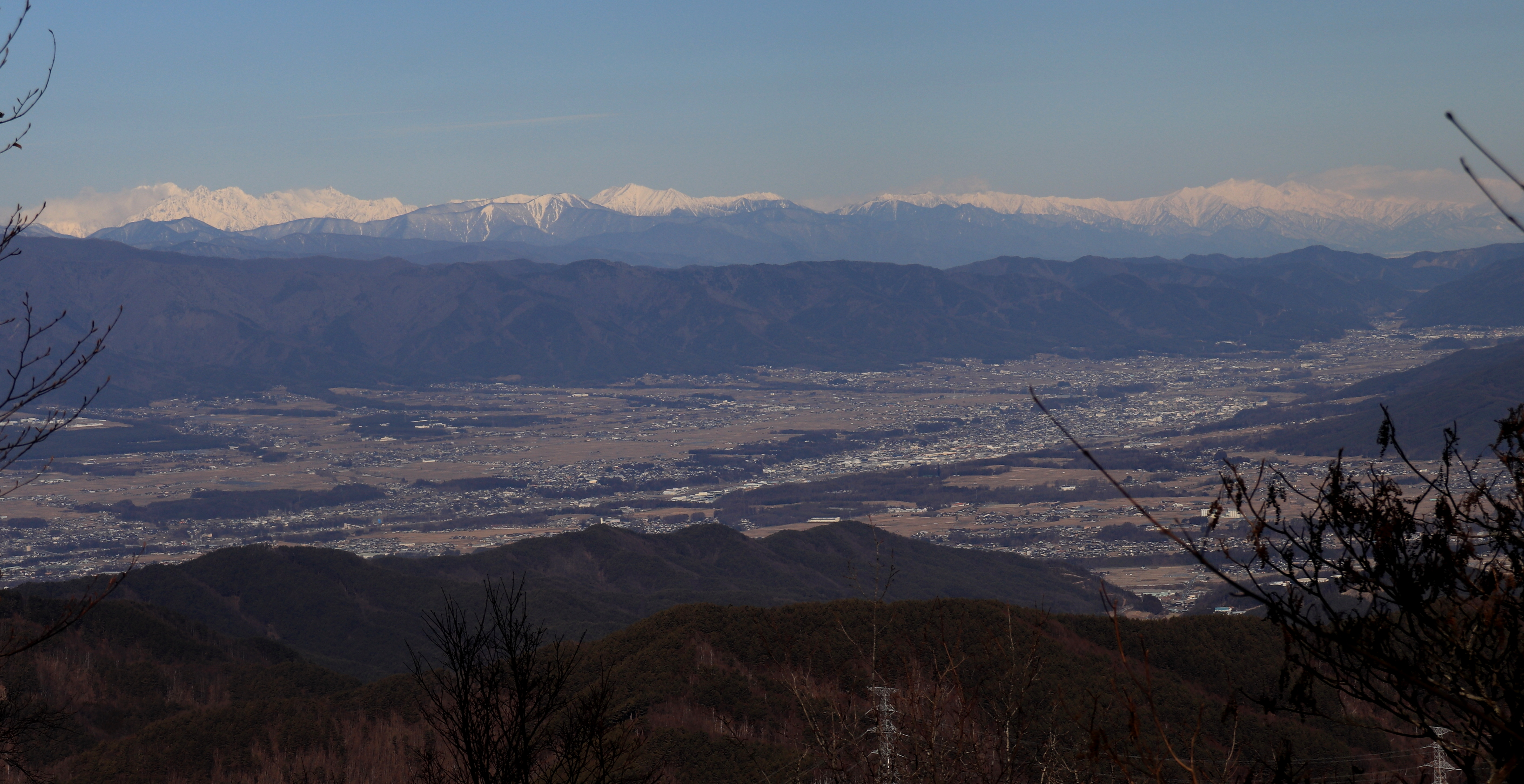
北西側の眺望、伊那谷と飛騨山脈 （2019年1月）
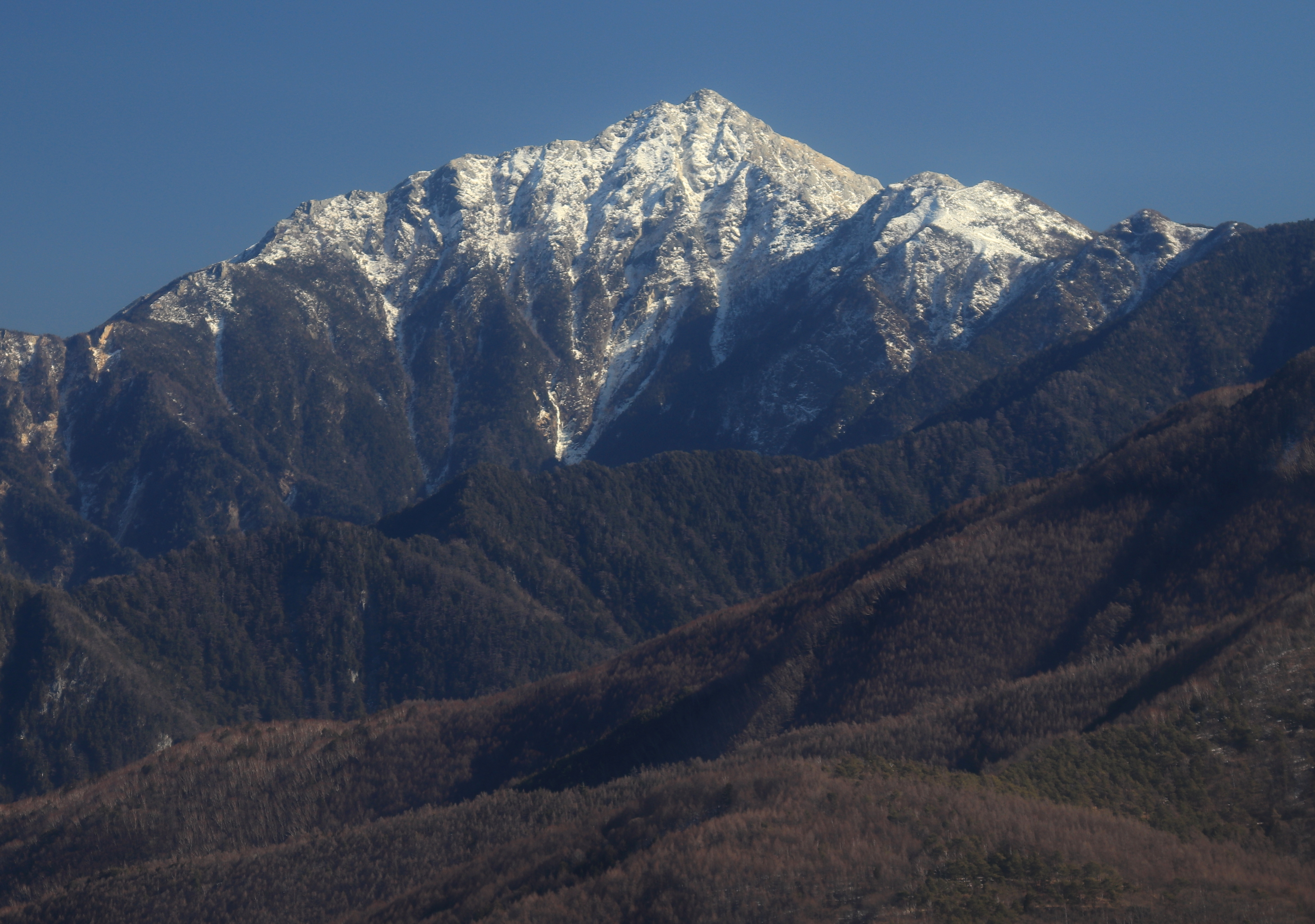
東側の眺望、赤石山脈の甲斐駒ヶ岳 （2019年1月）